# أمريكيون إيطاليون
الأمريكيون الإيطاليون أو الأمريكيون من أصول إيطالية (بالإنجليزية: Italian Americans، بالإيطالية: Italoamericani أو italo-americani)، وهم المواطنون الأمريكيون الذين ينحدرون من أصل إيطالي بشكل كامل أو جزئي، ومنهم من نقلوا إلى المكسيك لغرض التجارة والبحث عن لقمة العيش. يبلغ عدد السكان نحو 5,5 مليون نسمة حسب الإحصاءات الرسمية منذ عام 1820 إلى 2004.
بدأت الهجرة المتواصلة من الجانب الإيطالي بشكل كثيف لغرض البحث عن لقمة العيش والتجارة والمهن المحددة. بعد التوحيد، شجعت الدولة الإيطالية الموحدة في البداية الهجرة من أجل تخفيف الضغوط الاقتصادية في الجنوب. بعد الحرب الأهلية الأمريكية، والتي أسفرت عن أكثر من نصف مليون قتيل أو جريح، تم تجنيد عمال مهاجرين من إيطاليا وأماكن أخرى لسد النقص في اليد العاملة الناجم عن الحرب. وبدأ معظم الإيطاليين حياتهم الجديدة في الولايات المتحدة كعمال يدويين في المدن الشرقية ومعسكرات التعدين والمزارع. ارتفعت أعداد أحفاد ونسل المهاجرين الإيطاليين تدريجياً القادمين من الطبقة الاقتصادية الدنيا في الجيل الأول إلى مستوى مماثل للمعدل الوطني بحلول عام 1970، وأصبح المجتمع الإيطالي مرتبط أكثر الطبقة الوسطى والمتعلمّة. وغالبًا ما يُعرف المجتمع الإيطالي بعلاقات الأسرة القوية، والكنيسة الرومانية الكاثوليكية، والمنظمات الشقيقة، والأحزاب السياسية. في عام 2017 بلغ عدد الأمريكيين من أصل الإيطاليين أكثر من 17 مليون نسمة. ويعتبر المذهب الكاثوليكي المذهب الأكثر انتشارًا بين الأمريكيون الإيطاليون.

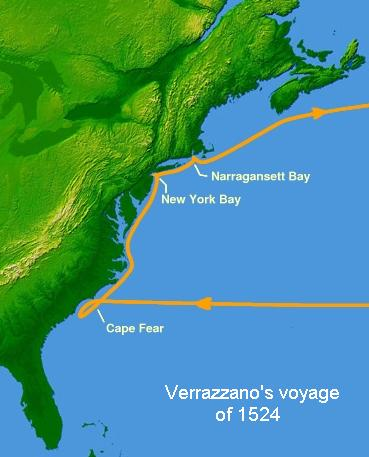
الهجرة الإيطالية الأولى إلى شرق الولايات المتحدة عام 1524م

## الانتشار العرقي
وجدت إحصائية تعود لعام 2000 بأن عدد الأمريكيين من أصل إيطالي يبلغ نحو 15,6 مليون نسمة، حيث يمثلون بنسبة 5.6% من مجموع سكان الولايات المتحدة، وهو ما يشكل زيادة بنسبة قدرها 14% على مدى ستة سنوات.

## الانتشار

خريطة توزيع الانتشار العرقي في الولايات المتحدة.
الألمان
الأمريكيون
المكسيكيون
الإيرلنديون
الأفارقة
الإيطاليون
الإنجليز
اليابانيون
بورتوريكو

الاحصائيات الرسمية تؤكد قدوم 100 الف إيطالي إلى الولايات المتحدة، وتتوزع كالتالي:
1. نيويورك 2,737,146
2. نيو جيرسي 1,503,637
3. كاليفورنيا 1,450,884
4. بنسيلفانيا 1,418,465
5. فلوريدا 1,003,977
6. ماساتشوستس 860,079
7. إلينوي 744,274
8. أوهايو 735,980
9. كونيتيكت 634,364
10. ميشيغان 450,952
11. تكساس 363,354
12. ماريلاند 267,573
13. فيرجينيا 257,129
14. أريزونا 224,795
15. كولورادو 201,787
16. رود آيلاند 199,077
17. لويزيانا 195,561
18. واشنطن 191,442
19. ميزوري 176,209
20. ويسكونسن 172,578
21. جورجيا 163,218
22. نيفادا 132,515
23. إنديانا 141,486
24. أوريغون 111,462
25. مينيسوتا 111,270
26. نيوهامشير 105,610

## صور

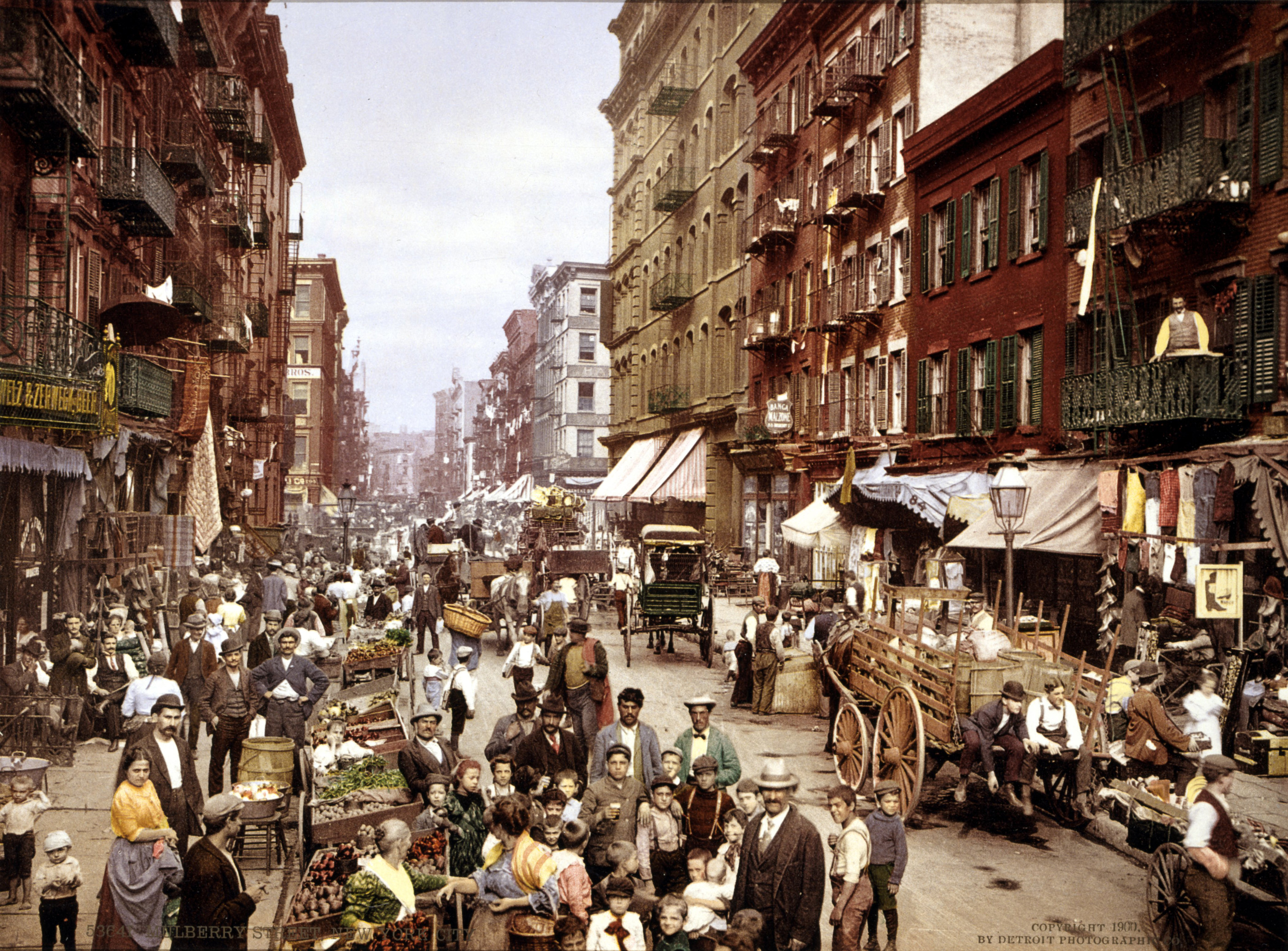
شارع مولبيري في عقد 1900 ، الأمريكيون الإيطاليون يعملون في المهن التجارية.
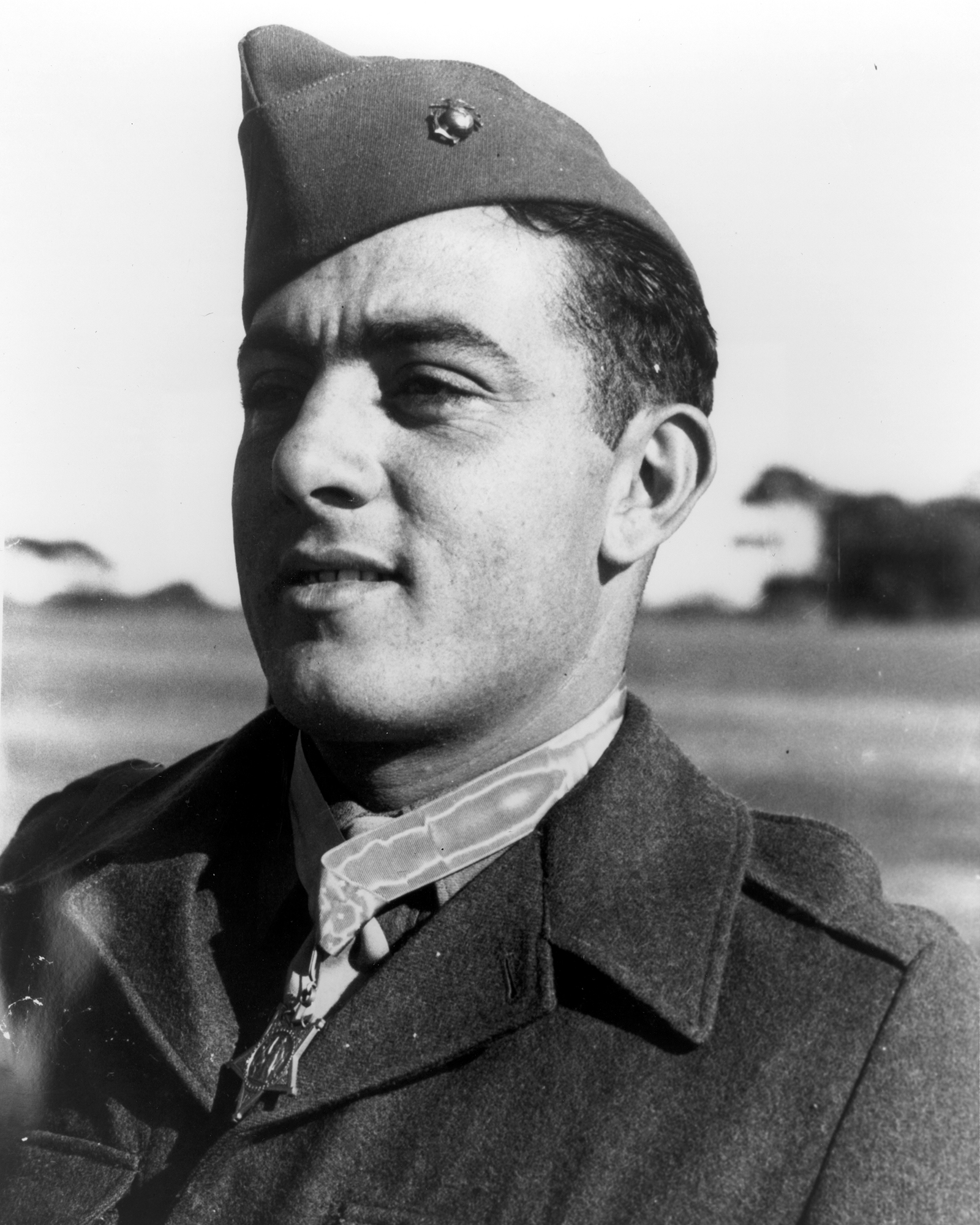
باسيلون يعمل في القوات المسلحة الأمريكية.
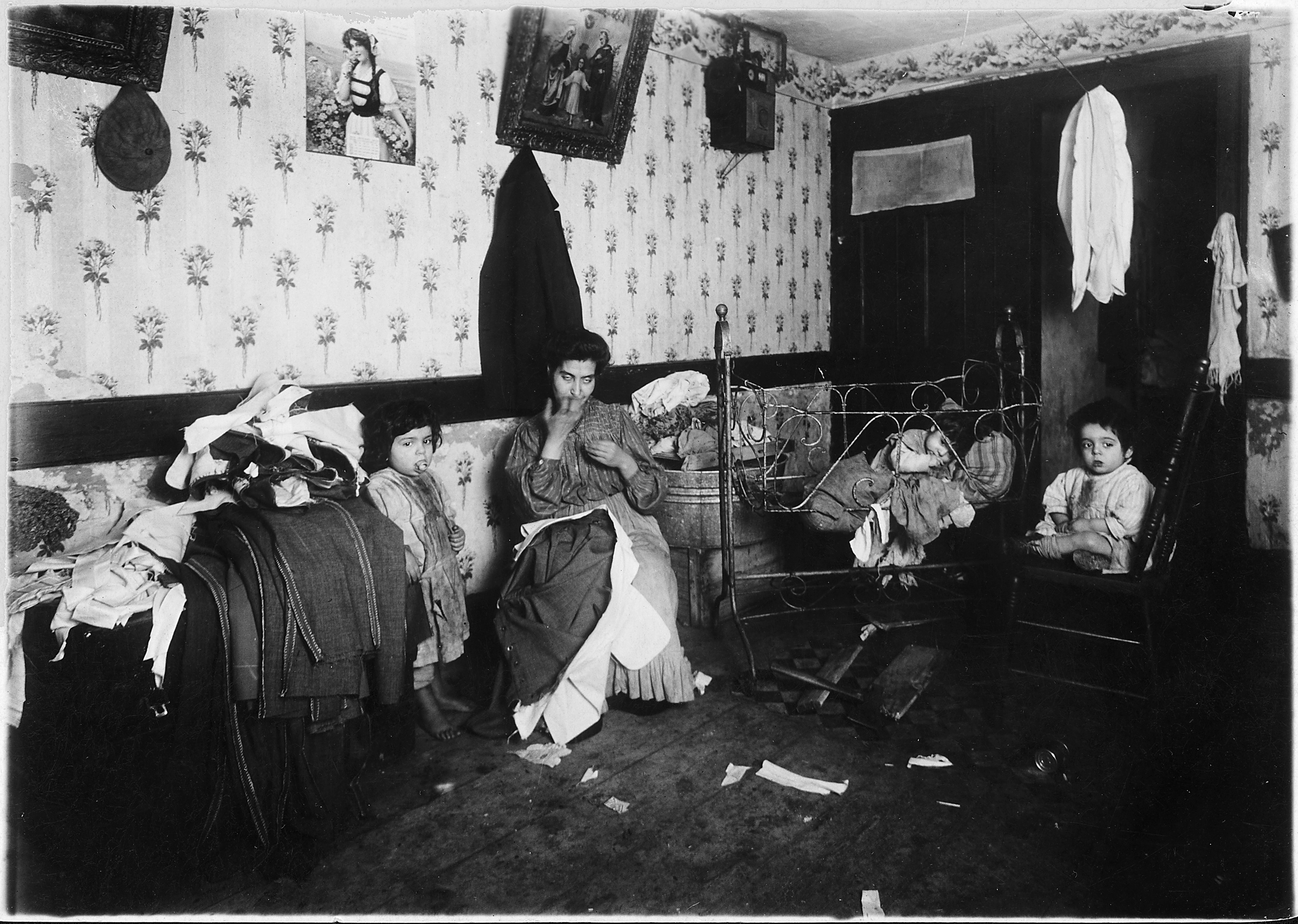
أحد العوائل الإيطالية في نيويورك.
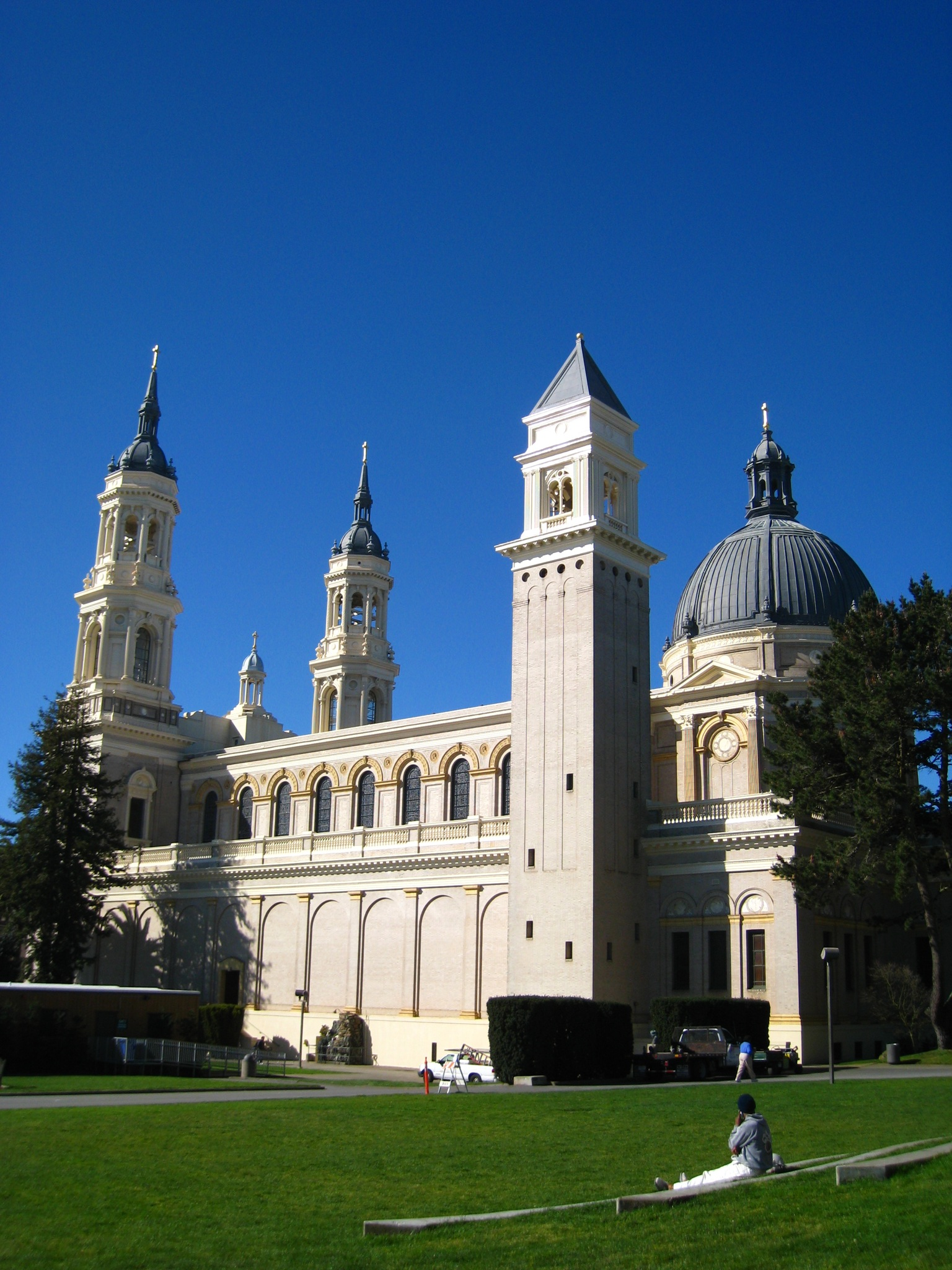
الجامعة بجانب الكنيسة في سان فرانسيسكو.
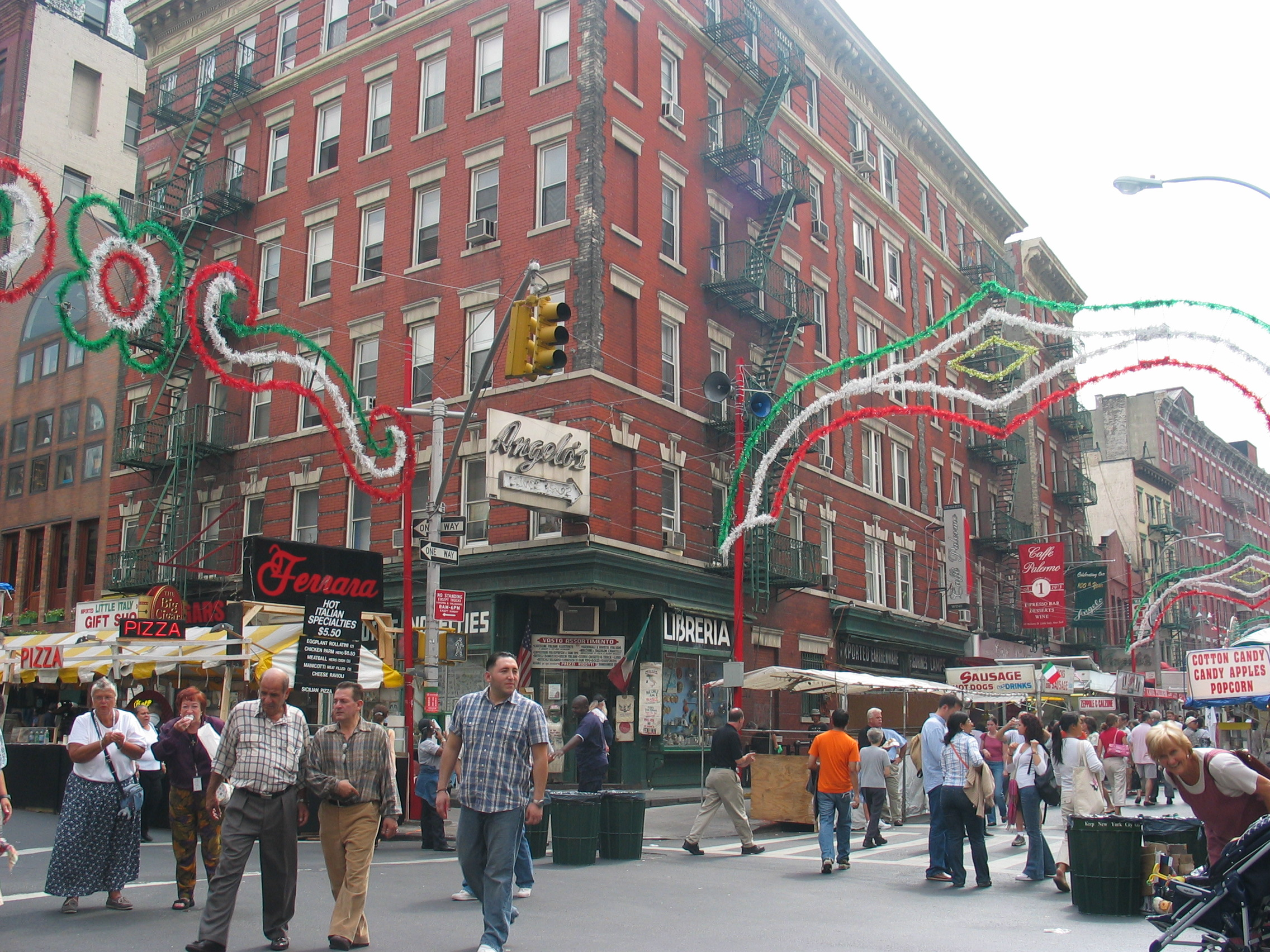
بعض الأحياء الإيطالية في نيويورك.
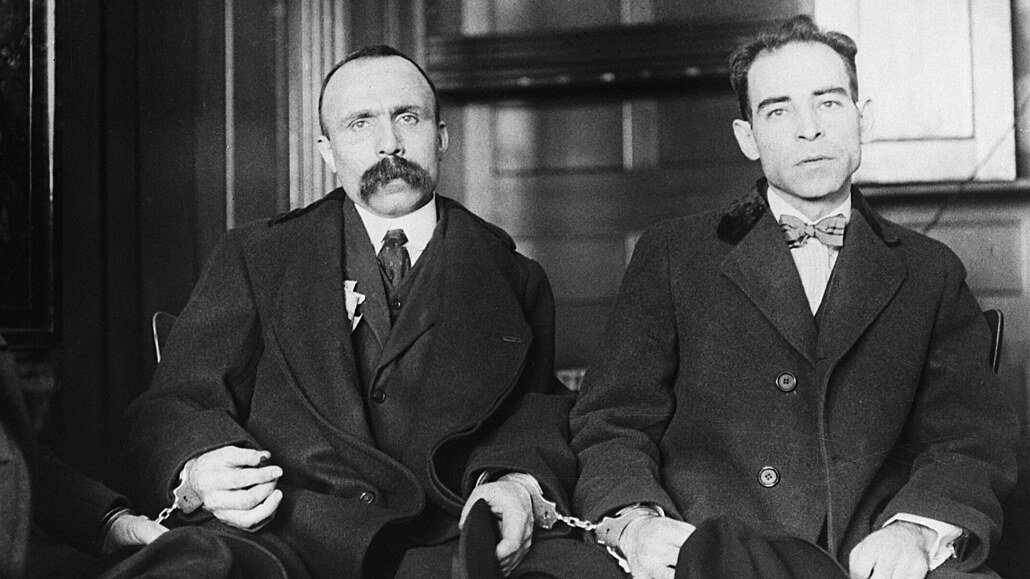
ساكو و فانتزي هما من فئة شيوعيين لا سلطوية
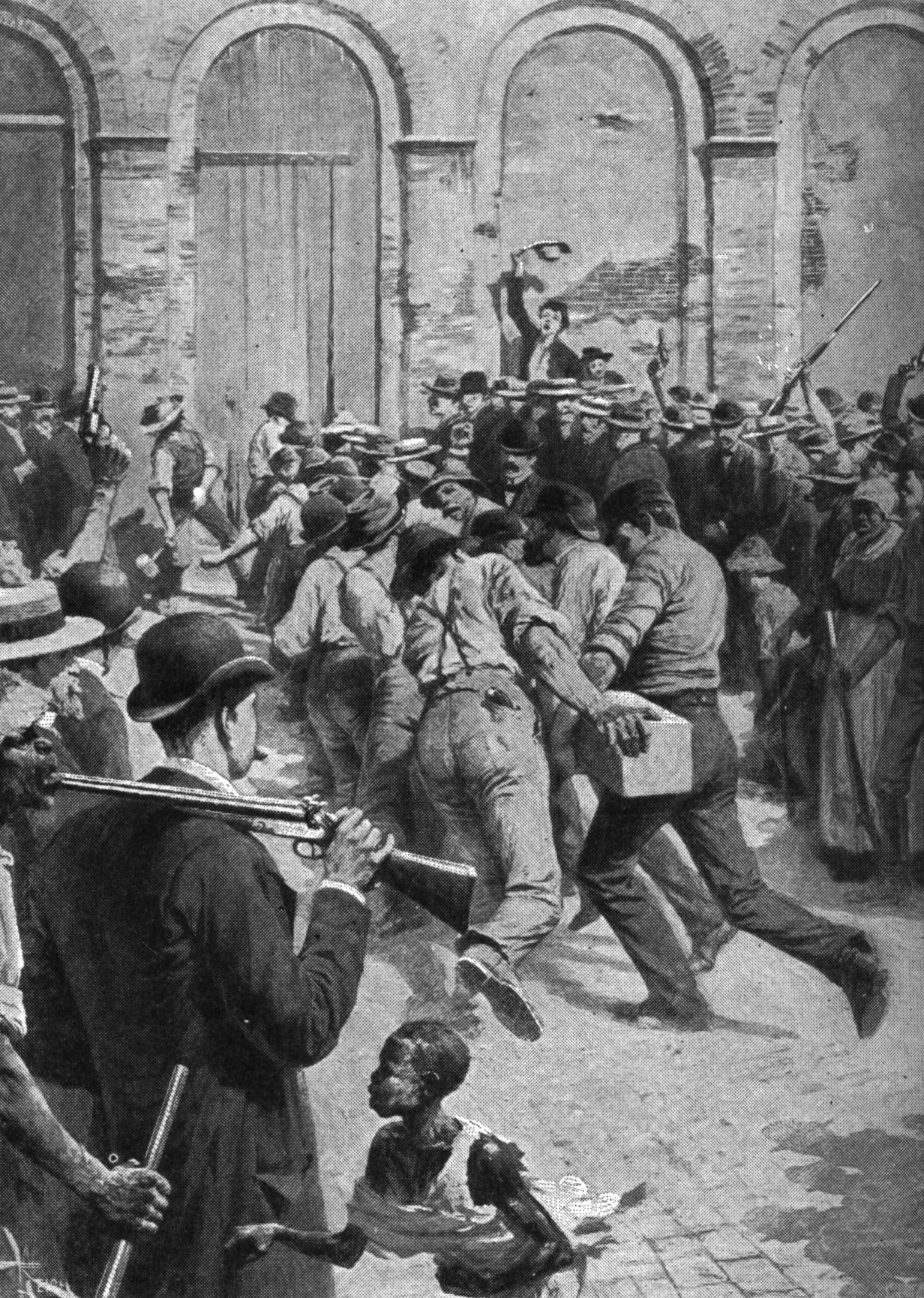
شغب في نيو أورلينز الإيطالية سنة 1891م
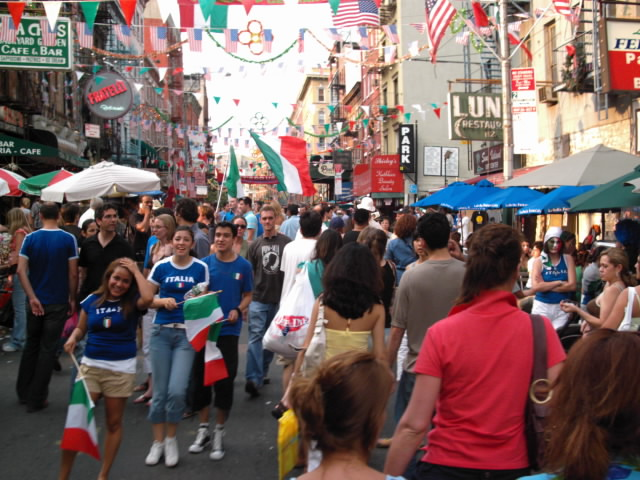
احتفالات الأمريكيين والجالية الإيطالية بعد كأس العالم في ألمانيا سنة 2006م.
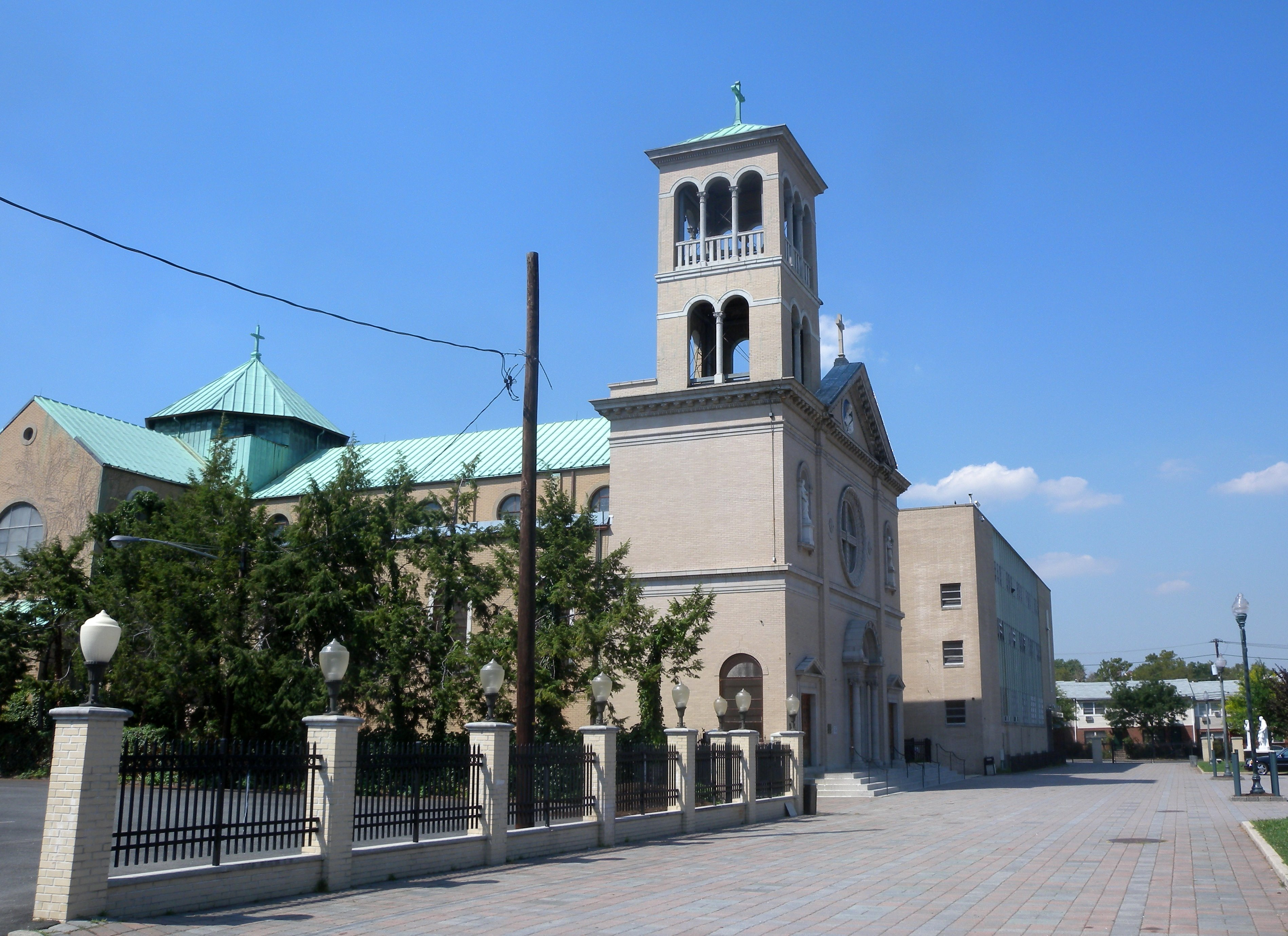
كنيسة أخرى بالطراز الإيطالي.
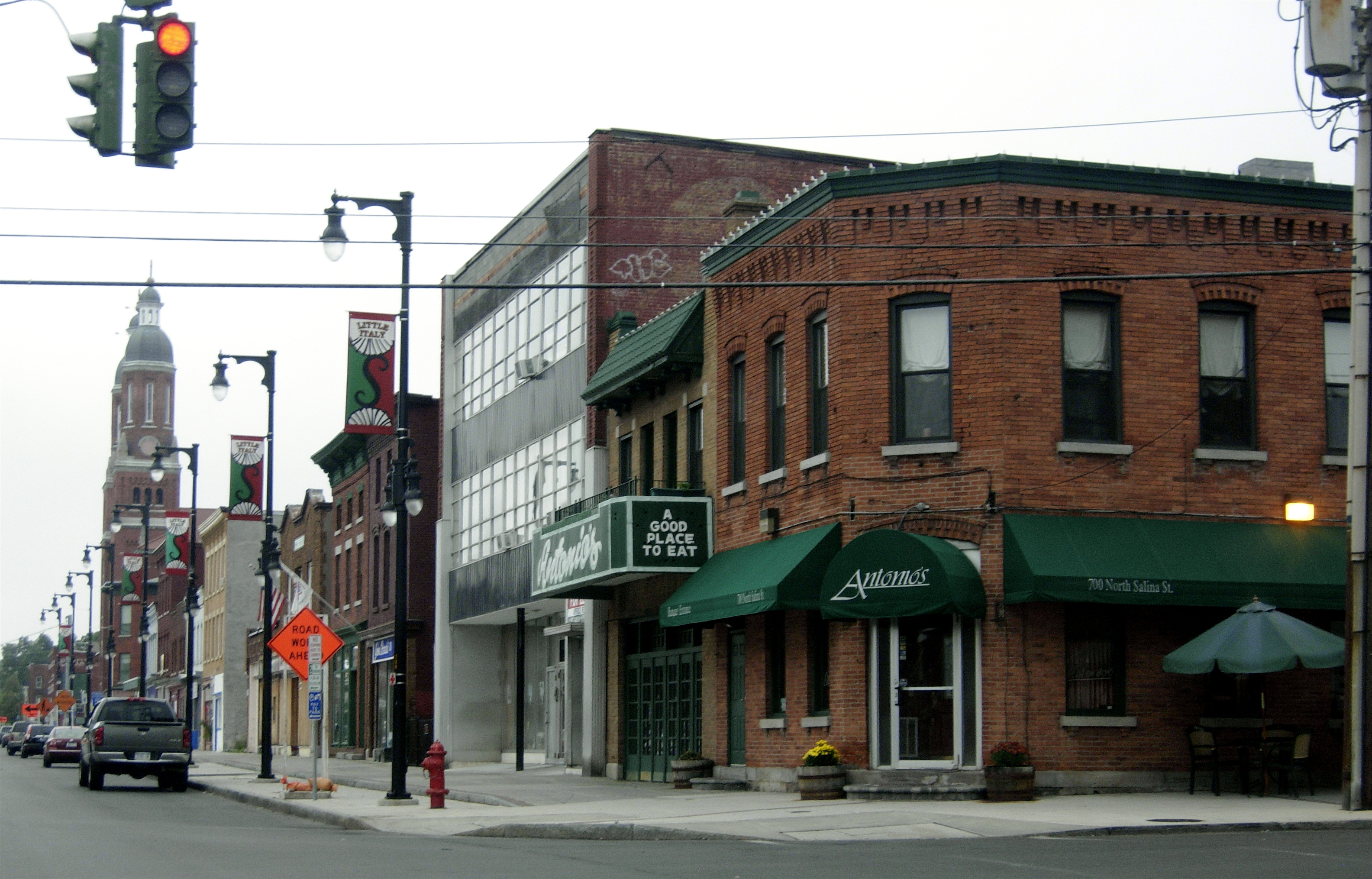
نورث سالينا.
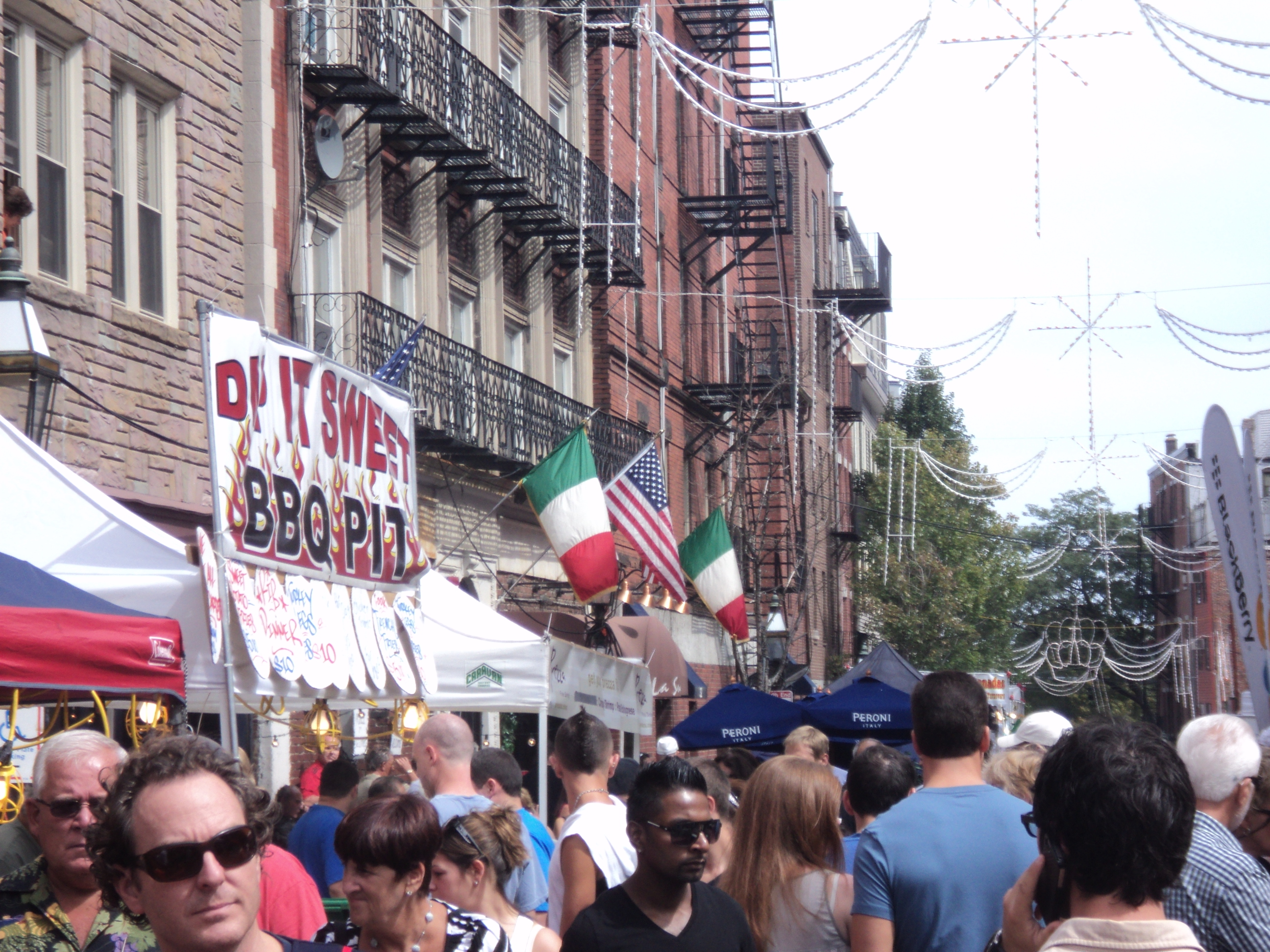
العلم الأمريكي بجانب العلم الإيطالي في بوسطن.
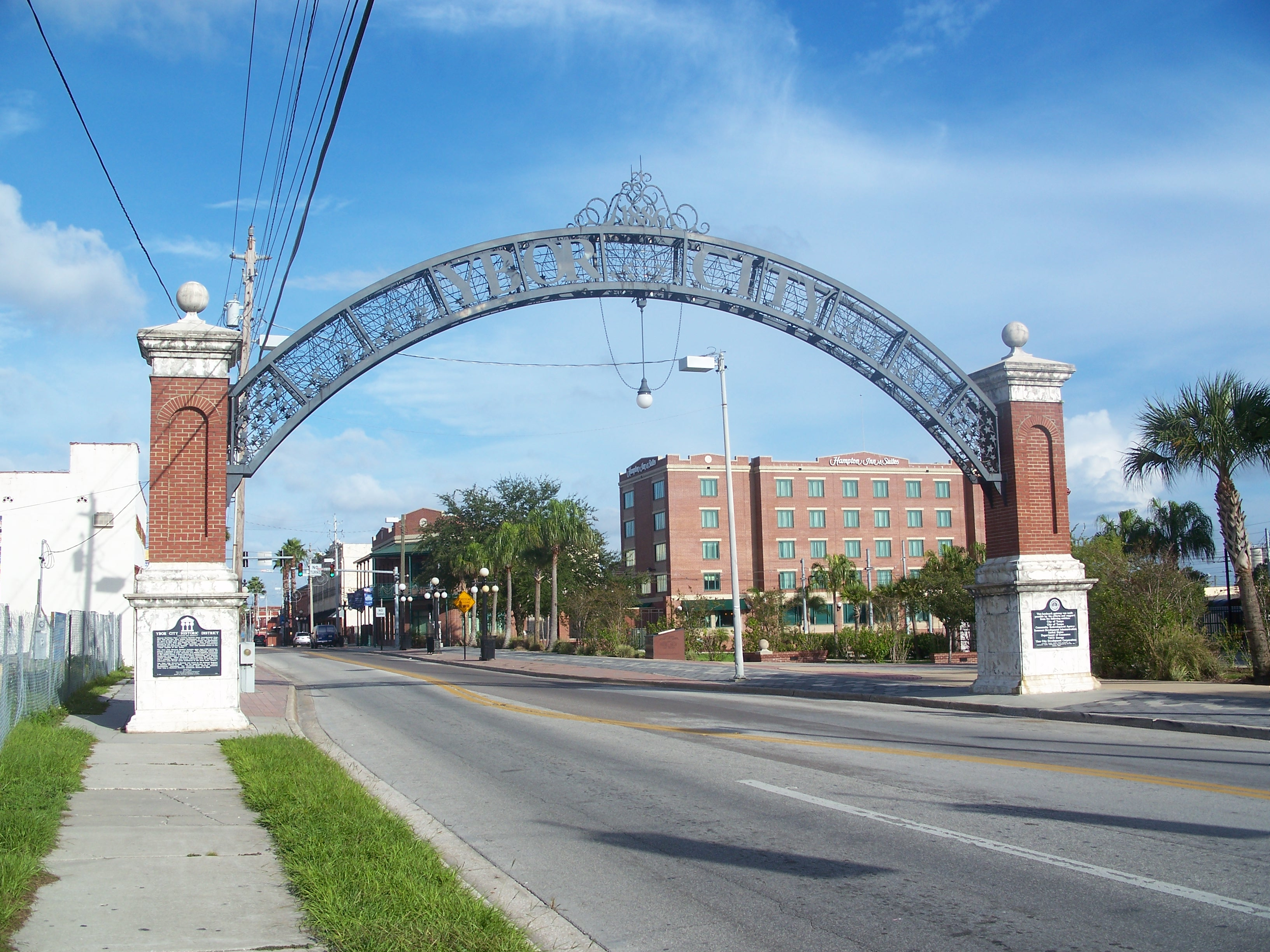
بوابة دخول مدينة تامبا في ولاية فلوريدا.

## وصلات خارجية
- مواقع أمريكية إيطالية[وصلة مكسورة] على مشروع الدليل المفتوح.
- "الهجرة الإيطالية." مكتبة الكونغرس. (بالإنجليزية)